# Salvador Ichazo
Salvador Ichazo Fernández (San José de Mayo, Uruguay, 26 de enero de 1992) es un futbolista uruguayo. Juega de arquero y su equipo actual es el Deportivo Pereira de la liga BetPlay Dimayor de Colombia.
Ha tenido varias participaciones internacionales en las selecciones juveniles de Uruguay.

## Trayectoria
En 2011 formó parte de Danubio U19. 
Sus primeros pasos como jugador los dio en Danubio, donde logró el Campeonato Uruguayo de Fútbol 2013-14 siendo fundamental en la consagración de dicho campeonato.  
En el 2015 fichó por el Torino de Italia, que en julio del año siguiente lo cedió al Bari de la Serie B italiana para disfrutar de más minutos de fútbol. 
Luego de este paso por Bari, Torino decidió enviarlo a préstamo y que mejor opción que volver a su casa. Volvería a Danubio para disputar media temporada de 2017. 
Tras finalizar su préstamo con Danubio, regresó a Torino, donde permanecería hasta mediados del 2019. 
Tras no conseguir demasiada titularidad en el equipo  italiano, sería fichado por el Genoa, para disputar la temporada 2020, donde no debutó. 
A mediados del 2020 regresó a su casa Danubio para intentar salvar a Danubio del descenso a la Segunda División profesional, algo que no logró aunque tuvo un gran desempeño. 
Durante todo el 2021 y 2022 jugó para River Plate de Uruguay.
El 29 de diciembre de 2022, se hizo oficial su fichaje a Nacional también de Uruguay.

## Selección nacional
Participó del Campeonato Sudamericano Sub-15 de 2007, jugando la totalidad de los partidos, en el cual la selección uruguaya logró clasificar al Copa Mundial de Fútbol Sub-15 de 2007 en Nigeria. También participó del Campeonato Sudamericano Sub-20 2011 clasificando a la Copa Mundial de Fútbol Sub-20 de 2011 y a los Juegos Olímpicos de 2012 en Londres.

### Participaciones en juveniles
| Sudamericano                           | Sede   | Resultado     | Partidos |
| -------------------------------------- | ------ | ------------- | -------- |
| Campeonato Sudamericano Sub-15 de 2007 | Brasil | Subcampeón    | ?        |
| Campeonato Sudamericano Sub-17 de 2009 | Chile  | Tercer puesto | ?        |
| Campeonato Sudamericano Sub-20 de 2011 | Perú   | Subcampeón    | 7        |

| Mundial                               | Sede     | Resultado        | Partidos |
| ------------------------------------- | -------- | ---------------- | -------- |
| Copa Mundial de Fútbol Sub-17 de 2009 | Nigeria  | Cuartos de final | 4        |
| Copa Mundial de Fútbol Sub-20 de 2011 | Colombia | Primera fase     | 3        |

## Clubes
| Club              | País     | Año           |
| ----------------- | -------- | ------------- |
| Danubio           | Uruguay  | 2011-2015     |
| Torino            | Italia   | 2015-2016     |
| Bari              | Italia   | 2016-2017     |
| Danubio           | Uruguay  | 2017          |
| Torino            | Italia   | 2017-2019     |
| Genoa             | Italia   | 2020          |
| Danubio           | Uruguay  | 2020-2021     |
| River Plate       | Uruguay  | 2021-2022     |
| Nacional          | Uruguay  | 2023          |
| Deportivo Pereira | Colombia | 2024-presente |

## Estadísticas

### Clubes
| Club                         | Div.          | Temporada     | Liga  | Liga   | Liga   | Copas        | Copas        | Copas        | Internacional | Internacional | Internacional | Total | Total  | Total  |
| Club                         | Div.          | Temporada     | Part. | G.Enc. | P.Inv. | Part.        | G.Enc.       | P.Inv.       | Part.         | G.Enc.        | P.Inv.        | Part. | G.Enc. | P.Inv. |
| ---------------------------- | ------------- | ------------- | ----- | ------ | ------ | ------------ | ------------ | ------------ | ------------- | ------------- | ------------- | ----- | ------ | ------ |
| Danubio F. C. · Uruguay      | 1.a           | 2012-13       | 17    | -27    | 2      | Inexistentes | Inexistentes | Inexistentes | Inexistentes  | Inexistentes  | Inexistentes  | 17    | -27    | 2      |
| Danubio F. C. · Uruguay      | 1.a           | 2013-14       | 33    | -35    | 9      | Inexistentes | Inexistentes | Inexistentes | 2             | -5            | 0             | 35    | -40    | 9      |
| Danubio F. C. · Uruguay      | 1.a           | 2014-15       | 15    | -20    | 6      | Inexistentes | Inexistentes | Inexistentes | Inexistentes  | Inexistentes  | Inexistentes  | 15    | -20    | 6      |
| Danubio F. C. · Uruguay      | 1.a           | 2017          | 9     | -11    | 3      | Inexistentes | Inexistentes | Inexistentes | 1             | 0             | 1             | 10    | -11    | 4      |
| Danubio F. C. · Uruguay      | 1.a           | 2020          | 24    | -33    | 7      | Inexistentes | Inexistentes | Inexistentes | Inexistentes  | Inexistentes  | Inexistentes  | 24    | -33    | 7      |
| Danubio F. C. · Uruguay      | Total club    | Total club    | 98    | -126   | 27     | 0            | 0            | 0            | 3             | -5            | 1             | 101   | -131   | 28     |
| Torino F. C. · Italia        | 1.a           | 2014-15       | 1     | -0     | 1      | 0            | 0            | 0            | Inexistentes  | Inexistentes  | Inexistentes  | 1     | 0      | 1      |
| Torino F. C. · Italia        | 1.a           | 2015-16       | 3     | -5     | 0      | 3            | -6           | 0            | Inexistentes  | Inexistentes  | Inexistentes  | 6     | -11    | 0      |
| Torino F. C. · Italia        | 1.a           | 2016-17       | -     | -      | -      | -            | -            | -            | Inexistentes  | Inexistentes  | Inexistentes  | 0     | 0      | 0      |
| Torino F. C. · Italia        | 1.a           | 2017-18       | -     | -      | -      | -            | -            | -            | Inexistentes  | Inexistentes  | Inexistentes  | 0     | 0      | 0      |
| Torino F. C. · Italia        | 1.a           | 2018-19       | 3     | -2     | 1      | 1            | 0            | 1            | Inexistentes  | Inexistentes  | Inexistentes  | 4     | -2     | 2      |
| Torino F. C. · Italia        | 1.a           | 2019-20       | -     | -      | -      | -            | -            | -            | Inexistentes  | Inexistentes  | Inexistentes  | 0     | 0      | 0      |
| Torino F. C. · Italia        | Total club    | Total club    | 7     | -7     | 2      | 4            | -6           | 1            | 0             | 0             | 0             | 11    | -13    | 3      |
| Bari · Italia                | 2.ª           | 2016-17       | 3     | -5     | 1      | -            | -            | -            | Inexistentes  | Inexistentes  | Inexistentes  | 3     | -5     | 1      |
| Bari · Italia                | Total club    | Total club    | 3     | -5     | 1      | 0            | 0            | 0            | 0             | 0             | 0             | 3     | -5     | 1      |
| Genoa · Italia               | 1.ª           | 2019-20       | -     | -      | -      | -            | -            | -            | Inexistentes  | Inexistentes  | Inexistentes  | 0     | 0      | 0      |
| Genoa · Italia               | Total club    | Total club    | 0     | 0      | 0      | 0            | 0            | 0            | 0             | 0             | 0             | 0     | 0      | 0      |
| River Plate · Uruguay        | 1.ª           | 2021          | 28    | -39    | 7      | -            | -            | -            | Inexistentes  | Inexistentes  | Inexistentes  | 28    | -39    | 7      |
| River Plate · Uruguay        | 1.ª           | 2022          | 35    | -31    | 13     | 1            | -2           | 0            | 6             | -7            | 2             | 42    | -40    | 15     |
| River Plate · Uruguay        | Total club    | Total club    | 63    | -70    | 20     | 1            | -2           | 0            | 6             | -7            | 2             | 70    | -79    | 22     |
| Nacional · Uruguay           | 1.ª           | 2023          | 15    | -17    | 6      | -            | -            | -            | 2             | -2            | 1             | 17    | -19    | 7      |
| Nacional · Uruguay           | Total club    | Total club    | 15    | -17    | 6      | 0            | 0            | 0            | 2             | -2            | 1             | 17    | -19    | 7      |
| Deportivo Pereira · Colombia | 1.ª           | 2024          | 38    | -35    | 14     | -            | -            | -            | Inexistentes  | Inexistentes  | Inexistentes  | 38    | -35    | 14     |
| Deportivo Pereira · Colombia | 1.ª           | 2025          | 20    | -20    | 10     | 3            | 0            | 3            | Inexistentes  | Inexistentes  | Inexistentes  | 23    | -20    | 13     |
| Deportivo Pereira · Colombia | Total club    | Total club    | 58    | -55    | 24     | 3            | 0            | 3            | 0             | 0             | 0             | 61    | -55    | 27     |
| Total Carrera                | Total Carrera | Total Carrera | 244   | -280   | 80     | 8            | -8           | 4            | 11            | -14           | 4             | 263   | -302   | 88     |

Según referencia: Soccerway.com - Transfermark.com. 

## Palmarés

### Títulos nacionales
| Título              | Club          | País    | Año     |
| ------------------- | ------------- | ------- | ------- |
| Campeonato Uruguayo | Danubio F. C. | Uruguay | 2013-14 |